# Centrotypus oxyricornis
Centrotypus oxyricornis är en insektsart som beskrevs av Chou och Yuan. Centrotypus oxyricornis ingår i släktet Centrotypus och familjen hornstritar. Inga underarter finns listade i Catalogue of Life.